# قمر الكويت
قمر الكويت ويعرف (بالإنجليزية: QMR-KWT)‏ هو أول قمر اصطناعي كويتي. أطلق في 30 يونيو 2021 من قاعدة كيب كانافيرال للقوات الجوية في ولاية فلوريدا الأمريكية.